# “中国·天台山体彩杯”全国女子围棋公开赛
“中国·天台山体彩杯”全国女子围棋公开赛由中国围棋协会和天台县人民政府主办：浙江省围棋协会和北京围棋基金会承办，天台县体育事业发展中心执行，天台县围棋协会协办。女子业余5段以上（含）和女子职业棋手均可报名参赛。比赛用时为每方60分钟后3次30秒读秒，超时判负。奖金：第一名30000元，第二名15000元，第三名10000元，第四名6000元，第五名5000元，第六名3000元，第七至十二名2000元。第十三至二十名各1500元。

## 第一届
2021年6月3-6日，浙江台州天台县泰和开元大酒店
1. 李思璇初段
2. 储可儿二段
3. 曹又尹三段
4. 尹渠
5. 丁明君
6. 丁柯文

## 第二届
2022年6月29日-7月2日，天台县泰和开元名都大酒店
1. 方若曦五段
2. 吴依铭四段
3. 李赫五段
4. 丁柯文初段
5. 严惜蓦初段
6. 罗楚玥四段